# Piotr Dąmbski (1590–1651)
Piotr Dąmbski herbu Godziemba (ur. 1590, zm. 1651) – kasztelan konarski łęczycki.

## Rodzina
Urodził się jako siódmy z ośmiu synów Piotra (zm. 1619), kasztelana konarskiego łęczyckiego i Doroty Sierzchowskiej. W młodości opuścił Kujawy i osiedlił się w krakowskim przy swym stryju Łukaszu. W roku 1622 poślubił Dorotę z Drozdowa Byszewską. Z małżeństwa urodził się Jacenty (zm. 1670), kanonik gnieźnieński, następnie kasztelan biecki i konarski łęczycki, Łukasz zwany przez Juniorem (zm. 1659), kanonik krakowski oraz Jakub (zm. 1675), pułkownik królewski, chorąży zatorski i oświęcimski.

## Pełnione urzędy
Od 1649 roku pełnił urząd kasztelana konarskiego łęczyckiego.

## Dobra majątkowe
Dobra majątkowe Dembice i Poddembice sprzedał swym braciom. W 1630 roku zakupił Karniew od Stanisława Lubomirskiego, wojewody ruskiego, w roku 1635 nabył dobra Szerzyny, Świeczany, Radoszyce, Ryczywół i Bugaj w bieckim od Jana Tarnowskiego, wojewody wendeńskiego. W 1646 roku dobra majątkowe Raba, Sieniawa, Bielanka i Spytkowice od Kacpra Zebrzydowskiego, wojewody kaliskiego. Krasienice i Damice od rodziny Morskich, Dalowice od Laskowskiej, Brożyce w łęczyckim od Aleksandra Zaleskiego, referednarza koronnego. Pozostałe majątki ziemskie: Borucino, Siewiersk, Mikołajewice, Sieroszewo, Jaszczułtowice, Kaniewo i in.